# Франко Маріні
Франко Маріні (італ. Franco Marini); 9 квітня 1933, Сан-Піо-делле-Камере, провінція Абруццо — 9 лютого 2021, Рим) — італійський політик, член Сенату Італії до 2013 року, з 2006 до 2008 голова Сенату, член лівоцентристської Демократичної партії.

## Біографія
Франко Маріні має юридичну освіту, займався профспілковою діяльністю. У 1950 році вступив в Християнсько-демократичну партію. У 1985 році Маріні був обраний головою Конфедерації профспілок Італії (CISL). У 1991 році Маріні пішов з Конфедерації профспілок, так як був призначений міністром праці в уряді Джуліо Андреотті.
У 1997 році Християнсько-демократична партія була розформована, і Франко Маріні став лідером Італійської народної партії (італ. Partito Popolare Italiano). У 1999 році Маріні був обраний до Європейського парламенту, в якому він працював до 2004 року і займався питаннями міжнародної політики і безпеки.
У 2006 році в Італії проходили загальні вибори, на яких перемогу здобули лівоцентристські партії. 29 квітня 2006 Франко Маріні з третьої спроби був обраний головою верхньої палати італійського парламенту — Сенату. За Маріні проголосували 165 сенаторів, 156 голосів отримав Джуліо Андреотті, колишній соратник Маріні по Християнсько-демократичній партії.